# Киликия
Килики́я (арм. Կիլիկիա, др.-греч. Κιλικία, лат. Cilicia), Сисван (арм. Սիսվան) — историко-географическая область на юго-востоке Малой Азии. В её честь названа извилина Киликия на спутнике Юпитера, Европе.

## Название
Согласно греческой мифологии, название «Киликия» происходит от имени мифического царя Килика (сына Агенора), который вместе с двумя братьями отправился на поиски своей сестры Европы. Название «Киликия» также встречается в ассирийских надписях (Hilakku) как обозначение «Киликии Суровой».

## История

### Бронзовый и железный век
Лувийско-хурритское государство Киццуватна существовало на территории Киликии в XVI—XIV веках до н. э.
Затем оно было завоёвано и входило в Хеттское царство. На территории Киликии находилась Тархунтасса — пока не найденная археологами столица боковой линии хеттской царской династии.
После распада Хеттского царства, с XII по VI века до н. э. на территории Киликии существовало одно или несколько независимых царств. Название одного из них, Хиява (в ассирийских источниках — Куэ), напоминает название Аххиява (Микенская Греция) из более ранних хеттских текстов; неслучайность сходства названий подтверждается материальной культурой (микенского типа).

### Античность
С VI века до н. э. Киликия в качестве одной из сатрапий входила в состав персидского царства Ахеменидов. В 333 году до н. э. завоёвана Александром Македонским. В 297—190 годах до н. э. находилась под властью Селевкидов.
В 102 году до н. э. Киликия была завоёвана Римом. В 84 году до н. э. вошла в состав державы Великой Армении царя Тиграна II Великого. Окончательно усмирена Римом в 67 году до н. э.
Жители Киликии были очень свободолюбивы и лишь номинально подчинялись персам, Селевкидам и с 63 года до н. э. римлянам, которые, собственно, держали в покорности одну лишь равнинную Киликию. Киликийцы всегда отличались смелостью и привычкой к морю. Настоящим притоном морских разбойников — киликийских пиратов — стала Киликия во время междоусобиц между Селевкидами. К этому времени относится возникновение греческой поговорки: «три худших слова на букву К — каппадокийцы, критяне и киликийцы».
В I веке до н. э. разбои до того усилились, что даже берега Италии были небезопасны от киликийцев. Они заняли гавань Рима — Остию, сожгли находившиеся там корабли и преградили путь подвозу хлеба из Сицилии и Египта в Рим. Положить конец их разбоям удалось только Помпею.
Одно время Киликией управлял Цицерон. Письма его показывают, как беспокойны и неукротимы всё ещё были киликийские горцы. При Феодосии Великом римская провинция Киликия разделена была на 1-ю и 2-ю Киликию, с главными городами Тарс и Аназарб.

### Средние века
В Средние века Киликия была объектом борьбы между Византийской империей, арабами, армянами, мамлюками и сельджуками.
Долгое время Киликия находилась под управлением Восточной Римской империи (Византии) (с 395 по 1080 годы). После начала наступления турок-сельджуков на эти земли здесь образуется независимое армянское государство. Византии в XII веке временами удавалось вернуть себе владения в Киликии, но уже после 1180 года византийскому владычеству был положен конец.
Киликийское армянское государство (Киликийское царство) существовало на территории Киликии с 1080 по 1375 годы.
В 1190 году император Священной Римской империи Фридрих I Барбаросса, отправившись в Третий крестовый поход, гибнет в Киликии при переправе через реку Салеф (Гёксу) при загадочных обстоятельствах.
В 1260-е годы Киликийское царство заключило союз с монголами против султана Египта Бейбарса, однако это не спасло от опустошительного нашествия мамлюков. В 1375 году Киликийское царство было захвачено египетскими мамлюками.
В XV веке горная Киликия была захвачена Османской империей, равнинная Киликия подчинилась туркам-османам в 1515 году.

### Новое и новейшее время
Армяне до начала XX века составляли относительное большинство населения Киликии. 
Согласно переписи 1885 года, население вилайета Адана и санджака Ичель, составляло 509 тысяч человек, при этом из них 178 тысяч были армянами .
Помимо Аданы и Ичеля (Мерсина), частями Киликии считались также области Мараша и Айнтапа. Суммарно же, на всей территории Киликии, по данным на 1908 год, насчитывалось около 942,000 жителей, из которых 434,000 (46,1%) были армянами, 145,000 (15,4%) - арабами, 100,000 (10,6%) - турками, 78,000 (8,3%) - греками, 67,000 (7,1%) - ассирийцами, 42,000 (4,5%) - курдами, 38,000 (4%) черкесами, и др. 
- Христиане - 580,000 человек (61,5%)
- Алавиты - 145,000 человек (15,4%)
- Мусульмане - 170,000 человек (18%)

В апреле 1909 года произошла резня армянских общин вилайетов Адана и Алеппо, при этом было убито 19,5 тысяч армян .
Затем в 1915—1918 годах армяне Киликии пострадали во время геноцида армян, при этом значительная часть армян бежала из Киликии в Сирию и в другие страны .
С декабря 1918 по октябрь 1921 года, согласно условиям Мудросского перемирия, Киликия была оккупирована войсками Франции и Великобритании. В Киликию вернулось более 170 тысяч армян, ранее бежавших от геноцида. Там был образован Армянский национальный союз, который претендовал на роль неофициального правительства. Тем не менее попыткам французских войск в 1919—1920 годах установить контроль над Киликией противодействовали кемалистские партизаны. Истощённая Первой мировой войной Франция оказалась не готова к ведению полномасштабной военной компании, поэтому правительство Франции решило пойти на сближение с кемалистским руководством. В мае 1920 года было заключено перемирие с кемалистами. Когда в октябре 1921 года в Киликию вошли кемалистские войска, то большинство армян и других христиан ушли из Киликии вместе с французскими войсками в Сирию и Ливан.

## География
Киликия простиралась от Памфилийского залива к востоку до гор Аманских (ныне Нур), отделяющих от неё северную Сирию (Коммагену); к северу — до хребта Тавр, отделявшего её от Ликаонии и Каппадокии и наполнявшего своими южными отрогами всю западную часть Киликии. В восточной части Киликии Тавр перерезали «Киликийские ворота» (ныне Гёлек Богаз), Ларандский и Средний перевалы. Западная часть Киликии называлась «Суровой» (др.-греч. Κιλικία τραχεῖα), или Кетидой, восточная — низменной, «Равнинной» (др.-греч. Κιλικία πεδιάς).
«Суровая» Киликия, с мощным Имбарским хребтом, вдаётся на юге в Средиземное море. Её прорезает с запада на восток река Каликадн (ныне Гёксу), впадающая в море у Сарпедонского мыса (ныне Лисан). Здесь много бухт, служивших гаванями прибрежным городам.
Близ реки Каликадн царь Селевк I Никатор, основатель династии Селевкидов, построил город Селевкию (Трахиотиду), процветавшую до римского времени. В Киликии находился сравнивавшийся с Вавилоном большой город Тарс, построенный ассирийцами. Здесь была столица страны и резиденция царей. Соперник Тарса — город Адана — лежал на правом берегу Сара. У Исского залива находился знаменитый одержанной в 333 году до н. э. Александром Великим победой город Исс, от которого два перевала вели в Сирию (Аманские и Киликийско-сирийские ворота). На диких вершинах Амана ещё до времён Цицерона жили остатки древнейшего населения Киликии — елевферокилики (в переводе с греч. — «свободные киликийцы»)
Древние писатели хвалили плодородие Киликийской равнины, в изобилии дававшей виноград, сезам, просо, пшеницу и ячмень. Славились козы Киликии — вероятно, одной породы с ангорскими. Страна производила много шафрана, хорошее изюмное вино, лучший иссоп, гранатовые яблоки.

## Религия
Именно из Киликии в Рим после войны Помпея с киликийскими пиратами был занесён культ иранского по происхождению бога Митры, получивший распространение в Римской империи и соперничавший какое-то время с христианством.
Из Киликии происходил апостол Павел (Деян. 23:34), где он и учредил христианские церкви (Деян. 15:40, 41).
В период Киликийского армянского государства было наиболее распространено учение Армянской апостольской церкви.